# Formel-1-Weltmeisterschaft 1998

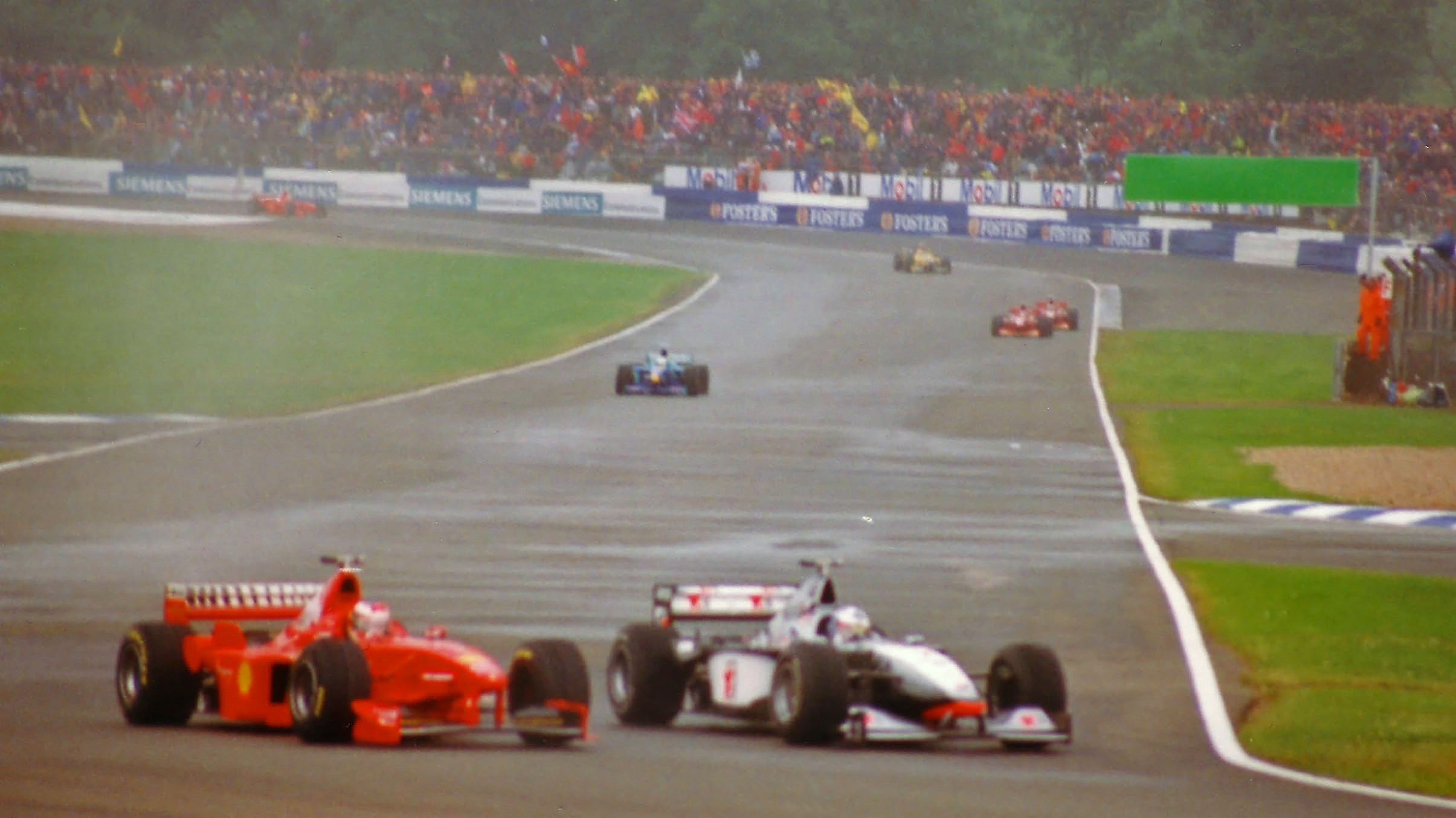
Rennszene aus dem GP Großbritannien 1998 (Michael Schumacher, David Coulthard)

Die Formel-1-Weltmeisterschaft 1998 war die 49. Saison der Formel-1-Weltmeisterschaft. Sie wurde über 16 Rennen in der Zeit vom 8. März bis zum 1. November ausgetragen.
Mika Häkkinen gewann zum ersten Mal die Fahrer-Weltmeisterschaft. McLaren wurde zum 8. Mal Gewinner der Konstrukteursmeisterschaft.

## Änderungen 1998

### Rennstrecken
Diese Saison stand der Große Preis von Europa, welcher zuletzt am Circuito de Jerez ausgetragen wurde, erstmals seit 1992 nicht im Rennkalender. Damit verringerte sich die Anzahl der Rennen auf 16. In der Reihenfolge wechselte Spanien mit Monaco die Plätze und der Große Preis von Österreich wurde um vier Plätze nach vorne zwischen den Rennwochenenden in Großbritannien und Deutschland verschoben. Das Finale fand dieses Jahr in Japan statt.

### Technisches Reglement
Vor Saisonbeginn wurde die Breite der Wagen von 2.000 mm auf 1.800 mm reduziert, das Fahrercockpit erweitert und die bisher verwendeten Slicks durch Reifen mit Rillen ersetzt. Die Vorderreifen hatten jeweils drei, die Hinterreifen jeweils vier Rillen. Die Reifenbreite wurde auf 381 mm beschränkt. Diese Änderungen wurden eingeführt, um den hohen Kurvengeschwindigkeiten entgegenzuwirken und die Autos langsamer zu machen. Weiters wurde asymmetrisches Bremsen verboten und eine einzige „Treibstoffblase“ als Tank wurde vorgeschrieben.
Während der Saison wurden von verschiedenen Teams sogenannte X-Wings – der Name ist angelehnt an ein Raumschiff in Star Wars – eingesetzt. Die X-Wings wurden erstmals beim Tyrrell 025 verwendet und waren neben dem Fahrer beidseitig montierte, hochragende Flügel. Mit Anfang Mai wurden diese Flügel von der FIA für illegal erklärt und alle Wagen, welche damit in Zukunft zu Rennwochenenden antreten, nach Artikel 127 des Internationalen Sportgesetzes ausgeschlossen. Es bestand die Gefahr, dass die Mechaniker bei Boxenstopps an den seitlichen Flügeln hängen bleiben oder diese Flügel während des Rennens abbrechen könnten und so zu einer Gefahr für dahinter fahrende Wagen oder die Zuseher werden. Ebenfalls während dieses Jahres wurde das zweite Bremspedal von McLaren nach einer Beschwerde von Ferrari verboten.

### Sportliches Reglement
Zwischen der Boxeneinfahrt und dem ersten Team-Garagenstellplatz muss sich bei einem offiziellen Formel-1-Rennwochenende eine 100 Meter gerade Strecke befinden.

### Motorenlieferanten
Der amtierende Weltmeister Williams und Benetton mussten aufgrund des Ausstieges von Renault als Motorenlieferant nach einer Alternative suchen. Mecachrome wurde daraufhin beauftragt, die Vorjahresmotoren von Renault zu modifizieren und damit konkurrenzfähig zu halten. Benetton beauftragte das im Besitz von Flavio Briatore stehende Unternehmen Supertec, die von Mecachrome gewarteten Renault-Motoren zu leasen und weiterentwickeln. Man verkaufte den Motorennamen an die Submarke von Benetton, Playlife.
Alain Prosts Ziel, ein rein französisches Team an den Start zu schicken, wurde mit dem neuen Deal mit Peugeot ein Stück mehr Realität. Im Vorjahr lieferte Mugen-Honda Motoren an Prost, während Jordan die Motoren von Peugeot bezog. Somit wurde nun getauscht, und Jordan startete 1998 mit Mugen-Motoren.
Arrows bezog zuvor die Motoren von Yamaha, doch in der vorherigen Saison waren die Motoren zu fehleranfällig, um konstant gute Ergebnisse erzielen zu können. Daraufhin kaufte sich der Teambesitzer Tom Walkinshaw beim englischen Motorenhersteller Hart Racing Engines ein und begann, eigene Motoren zu bauen. Man war damit das erste britische Formel-1-Team seit BRM 1977, das neben dem Chassis auch den Motor selbst produzierte.
Tyrrell hatte im Vorjahr die leistungsschwachen Ford ED4/ED5 3,0-Liter-V8-Saugmotoren verwendet, welche nur rund 680 PS lieferten, während Minardi den auf ungefähr dieselbe Motorenleistung eingeschätzten V8 vom Typ Hart 830 eingesetzt hatte. Für die Saison 1998 stiegen beide Teams auf die Ford-Zetec-R-3,0-Liter-V10-Saugmotoren um, welche rund 30 PS mehr leisteten. Diese Motoren wurden schon im Vorjahr von Stewart verwendet.
Ferrari, McLaren, Sauber und Stewart blieben bei ihren Vorjahresmotoren.

### Fahrer
Benetton tritt diese Saison mit dem ehemaligen Jordan-Fahrer Giancarlo Fisichella und dem bisherigen Testfahrer Alexander Wurz an. Gerhard Berger beendete mit Saisonende 1997 seine Formel-1-Karriere und Jean Alesi wechselte zum Sauber-Team, wo er an der Seite von Johnny Herbert in eine neue Formel-1-Saison startete. Die bisherigen Sauber-Piloten Nicola Larini, Gianni Morbidelli und Norberto Fontana beendeten allesamt ihre Formel-1-Karriere. Bei Jordan wurde Damon Hill als Ersatz von Arrows geholt, den zweiten Fahrerplatz behielt Ralf Schumacher. Arrows wiederum beförderte Pedro Diniz zum Stammfahrer und warb Mika Salo von Tyrrell ab. Nach Meinungsverschiedenheiten zwischen Ken Tyrrell und dem neuen Miteigentümer British American Tobacco über den vakanten zweiten Fahrerplatz neben Toranosuke Takagi wurde Jos Verstappens Vertrag nicht verlängert und stattdessen der Bezahlfahrer Ricardo Rosset verpflichtet. Prost behielt Olivier Panis und stellte Jarno Trulli nun als zweiten Fahrer an, nachdem er in der Vorsaison als Ersatz für den verletzten Franzosen gekommen war. Minardi holte mit Shinji Nakano und Esteban Tuero zwei neue Fahrer ins Team, während Ukyo Katayama seine Karriere beendete und Tarso Marques erst 2001 wieder zu Minardi zurückkehrte.
Mit einer unveränderten Fahrerpaarung gingen Williams, Ferrari, McLaren und Stewart in die neue Meisterschaft, während der Saison wurde bei Stewart nach dem Rennen in Kanada der Däne Jan Magnussen durch Jos Verstappen ersetzt.

### Teams
Bis auf das Mastercard Lola-Team traten alle Teams aus dem Vorjahr wieder an. Bei Tyrrell übernahm Craig Pollock die Führung des Teams, nachdem sich der Teamgründer Ken Tyrrell nach Meinungsverschiedenheiten zurückgezogen hatte.

## Teams und Fahrer
| Foto           | Team                         | Chassis        | Motor                   | Reifen | Nr. | Stammfahrer           | Rennen | Test-/ Ersatzfahrer             |
| -------------- | ---------------------------- | -------------- | ----------------------- | ------ | --- | --------------------- | ------ | ------------------------------- |
| Williams FW20  | Winfield Williams            | Williams FW20  | Mecachrome 3.0 V10      | G      | 1   | Jacques Villeneuve    | 1–16   | Juan Pablo Montoya Max Wilson   |
| Williams FW20  | Winfield Williams            | Williams FW20  | Mecachrome 3.0 V10      | G      | 2   | Heinz-Harald Frentzen | 1–16   | Juan Pablo Montoya Max Wilson   |
| Ferrari F300   | Scuderia Ferrari Marlboro    | Ferrari F300   | Ferrari 3.0 V10         | G      | 3   | Michael Schumacher    | 1–16   | Luca Badoer                     |
| Ferrari F300   | Scuderia Ferrari Marlboro    | Ferrari F300   | Ferrari 3.0 V10         | G      | 4   | Eddie Irvine          | 1–16   | Luca Badoer                     |
| Benetton B198  | Mild Seven Benetton Playlife | Benetton B198  | Playlife 3.0 V10        | B      | 5   | Giancarlo Fisichella  | 1–16   | n/a                             |
| Benetton B198  | Mild Seven Benetton Playlife | Benetton B198  | Playlife 3.0 V10        | B      | 6   | Alexander Wurz        | 1–16   | n/a                             |
| McLaren MP4/13 | West McLaren Mercedes        | McLaren MP4/13 | Mercedes-Benz 3.0 V10   | B      | 7   | David Coulthard       | 1–16   | Nick Heidfeld Ricardo Zonta     |
| McLaren MP4/13 | West McLaren Mercedes        | McLaren MP4/13 | Mercedes-Benz 3.0 V10   | B      | 8   | Mika Häkkinen         | 1–16   | Nick Heidfeld Ricardo Zonta     |
| Jordan 198     | Benson & Hedges Jordan       | Jordan 198     | Mugen-Honda 3.0 V10     | G      | 9   | Damon Hill            | 1–16   | Pedro de la Rosa                |
| Jordan 198     | Benson & Hedges Jordan       | Jordan 198     | Mugen-Honda 3.0 V10     | G      | 10  | Ralf Schumacher       | 1–16   | Pedro de la Rosa                |
| Prost AP01     | Gauloises Prost Peugeot      | Prost AP01     | Peugeot 3.0 V10         | B      | 11  | Olivier Panis         | 1–16   | Stéphane Sarrazin               |
| Prost AP01     | Gauloises Prost Peugeot      | Prost AP01     | Peugeot 3.0 V10         | B      | 12  | Jarno Trulli          | 1–16   | Stéphane Sarrazin               |
| Sauber C17     | Red Bull Sauber Petronas     | Sauber C17     | Petronas 3.0 V10        | G      | 14  | Jean Alesi            | 1–16   | Jörg Müller                     |
| Sauber C17     | Red Bull Sauber Petronas     | Sauber C17     | Petronas 3.0 V10        | G      | 15  | Johnny Herbert        | 1–16   | Jörg Müller                     |
| Arrows A19     | Danka Zepter Arrows          | Arrows A19     | Arrows 3.0 V10          | B      | 16  | Pedro Diniz           | 1–16   | Emmanuel Collard Stephen Watson |
| Arrows A19     | Danka Zepter Arrows          | Arrows A19     | Arrows 3.0 V10          | B      | 17  | Mika Salo             | 1–16   | Emmanuel Collard Stephen Watson |
| Stewart SF2    | HSBC Stewart Ford            | Stewart SF2    | Ford Zetec-R 3.0 V10    | B      | 18  | Rubens Barrichello    | 1–16   | Jos Verstappen                  |
| Stewart SF2    | HSBC Stewart Ford            | Stewart SF2    | Ford Zetec-R 3.0 V10    | B      | 19  | Jan Magnussen         | 1–7    | Jos Verstappen                  |
| Stewart SF2    | HSBC Stewart Ford            | Stewart SF2    | Ford Zetec-R 3.0 V10    | B      | 19  | Jos Verstappen        | 8–16   | Jos Verstappen                  |
| Tyrrell 026    | PIAA Tyrrell                 | Tyrrell 026    | Ford Zetec-R/97 3.0 V10 | G      | 20  | Ricardo Rosset        | 1–16   | n/a                             |
| Tyrrell 026    | PIAA Tyrrell                 | Tyrrell 026    | Ford Zetec-R/97 3.0 V10 | G      | 21  | Toranosuke Takagi     | 1–16   | n/a                             |
| Minardi M198   | Fondmetal Minardi Team       | Minardi M198   | Ford Zetec-R/97 3.0 V10 | B      | 22  | Shinji Nakano         | 1–16   | Laurent Redon                   |
| Minardi M198   | Fondmetal Minardi Team       | Minardi M198   | Ford Zetec-R/97 3.0 V10 | B      | 23  | Esteban Tuero         | 1–16   | Laurent Redon                   |

## Rennkalender
| Nr. | Datum         | Grand Prix (Strecke)         | Distanz (km) | Sieger                             | Zweiter                                  | Dritter                                     | Pole- Position                           | Schnellste Rennrunde               | Gesamtführender Fahrer           | Gesamtführender Konstrukteur |
| --- | ------------- | ---------------------------- | ------------ | ---------------------------------- | ---------------------------------------- | ------------------------------------------- | ---------------------------------------- | ---------------------------------- | -------------------------------- | ---------------------------- |
| 01  | 8. März       | Australien (Melbourne)       | 307,574      | Mika Häkkinen (McLaren-Mercedes)   | David Coulthard (McLaren-Mercedes)       | Heinz-Harald Frentzen (Williams-Mecachrome) | Mika Häkkinen (McLaren-Mercedes)         | Mika Häkkinen (McLaren-Mercedes)   | Mika Häkkinen (McLaren-Mercedes) | McLaren-Mercedes             |
| 02  | 29. März      | Brasilien (São Paulo)        | 309,024      | Mika Häkkinen (McLaren-Mercedes)   | David Coulthard (McLaren-Mercedes)       | Michael Schumacher (Ferrari)                | Mika Häkkinen (McLaren-Mercedes)         | Mika Häkkinen (McLaren-Mercedes)   | Mika Häkkinen (McLaren-Mercedes) | McLaren-Mercedes             |
| 03  | 12. April     | Argentinien (Buenos Aires)   | 306,482      | Michael Schumacher (Ferrari)       | Mika Häkkinen (McLaren-Mercedes)         | Eddie Irvine (Ferrari)                      | David Coulthard (McLaren-Mercedes)       | Alexander Wurz (Benetton-Playlife) | Mika Häkkinen (McLaren-Mercedes) | McLaren-Mercedes             |
| 04  | 26. April     | San Marino (Imola)           | 305,660      | David Coulthard (McLaren-Mercedes) | Michael Schumacher (Ferrari)             | Eddie Irvine (Ferrari)                      | David Coulthard (McLaren-Mercedes)       | Michael Schumacher (Ferrari)       | Mika Häkkinen (McLaren-Mercedes) | McLaren-Mercedes             |
| 05  | 10. Mai       | Spanien (Montmeló)           | 307,196      | Mika Häkkinen (McLaren-Mercedes)   | David Coulthard (McLaren-Mercedes)       | Michael Schumacher (Ferrari)                | Mika Häkkinen (McLaren-Mercedes)         | Mika Häkkinen (McLaren-Mercedes)   | Mika Häkkinen (McLaren-Mercedes) | McLaren-Mercedes             |
| 06  | 24. Mai       | Monaco (Monte Carlo)         | 262,626      | Mika Häkkinen (McLaren-Mercedes)   | Giancarlo Fisichella (Benetton-Playlife) | Eddie Irvine (Ferrari)                      | Mika Häkkinen (McLaren-Mercedes)         | Mika Häkkinen (McLaren-Mercedes)   | Mika Häkkinen (McLaren-Mercedes) | McLaren-Mercedes             |
| 07  | 7. Juni       | Kanada (Montréal)            | 305,049      | Michael Schumacher (Ferrari)       | Giancarlo Fisichella (Benetton-Playlife) | Eddie Irvine (Ferrari)                      | David Coulthard (McLaren-Mercedes)       | Michael Schumacher (Ferrari)       | Mika Häkkinen (McLaren-Mercedes) | McLaren-Mercedes             |
| 08  | 28. Juni      | Frankreich (Magny-Cours)     | 301,564      | Michael Schumacher (Ferrari)       | Eddie Irvine (Ferrari)                   | Mika Häkkinen (McLaren-Mercedes)            | Mika Häkkinen (McLaren-Mercedes)         | David Coulthard (McLaren-Mercedes) | Mika Häkkinen (McLaren-Mercedes) | McLaren-Mercedes             |
| 09  | 12. Juli      | Großbritannien (Silverstone) | 308,296      | Michael Schumacher (Ferrari)       | Mika Häkkinen (McLaren-Mercedes)         | Eddie Irvine (Ferrari)                      | Mika Häkkinen (McLaren-Mercedes)         | Michael Schumacher (Ferrari)       | Mika Häkkinen (McLaren-Mercedes) | McLaren-Mercedes             |
| 10  | 26. Juli      | Österreich (Spielberg)       | 306,649      | Mika Häkkinen (McLaren-Mercedes)   | David Coulthard (McLaren-Mercedes)       | Michael Schumacher (Ferrari)                | Giancarlo Fisichella (Benetton-Playlife) | David Coulthard (McLaren-Mercedes) | Mika Häkkinen (McLaren-Mercedes) | McLaren-Mercedes             |
| 11  | 2. August     | Deutschland (Hockenheim)     | 307,035      | Mika Häkkinen (McLaren-Mercedes)   | David Coulthard (McLaren-Mercedes)       | Jacques Villeneuve (Williams-Mecachrome)    | Mika Häkkinen (McLaren-Mercedes)         | David Coulthard (McLaren-Mercedes) | Mika Häkkinen (McLaren-Mercedes) | McLaren-Mercedes             |
| 12  | 16. August    | Ungarn (Mogyoród)            | 305,844      | Michael Schumacher (Ferrari)       | David Coulthard (McLaren-Mercedes)       | Jacques Villeneuve (Williams-Mecachrome)    | Mika Häkkinen (McLaren-Mercedes)         | Michael Schumacher (Ferrari)       | Mika Häkkinen (McLaren-Mercedes) | McLaren-Mercedes             |
| 13  | 30. August    | Belgien (Spa-Francorchamps)  | 306,592      | Damon Hill (Jordan-Mugen-Honda)    | Ralf Schumacher (Jordan-Mugen-Honda)     | Jean Alesi (Sauber-Petronas)                | Mika Häkkinen (McLaren-Mercedes)         | Michael Schumacher (Ferrari)       | Mika Häkkinen (McLaren-Mercedes) | McLaren-Mercedes             |
| 14  | 13. September | Italien (Monza)              | 305,810      | Michael Schumacher (Ferrari)       | Eddie Irvine (Ferrari)                   | Ralf Schumacher (Jordan-Mugen-Honda)        | Michael Schumacher (Ferrari)             | Mika Häkkinen (McLaren-Mercedes)   | Mika Häkkinen (McLaren-Mercedes) | McLaren-Mercedes             |
| 15  | 27. September | Luxemburg (Nürburg)          | 305,252      | Mika Häkkinen (McLaren-Mercedes)   | Michael Schumacher (Ferrari)             | David Coulthard (McLaren-Mercedes)          | Michael Schumacher (Ferrari)             | Mika Häkkinen (McLaren-Mercedes)   | Mika Häkkinen (McLaren-Mercedes) | McLaren-Mercedes             |
| 16  | 1. November   | Japan (Suzuka)               | 299,064      | Mika Häkkinen (McLaren-Mercedes)   | Eddie Irvine (Ferrari)                   | David Coulthard (McLaren-Mercedes)          | Michael Schumacher (Ferrari)             | Michael Schumacher (Ferrari)       | Mika Häkkinen (McLaren-Mercedes) | McLaren-Mercedes             |

## Rennberichte

### Großer Preis von Australien
| Platz | Fahrer                | Team                | Zeit        |
| ----- | --------------------- | ------------------- | ----------- |
| 1     | Mika Häkkinen         | McLaren-Mercedes    | 1:31:45,996 |
| 2     | David Coulthard       | McLaren-Mercedes    | + 0,702     |
| 3     | Heinz-Harald Frentzen | Williams-Mecachrome | + 1 Runde   |
| 4     | Eddie Irvine          | Ferrari             | + 1 Runde   |
| 5     | Jacques Villeneuve    | Williams-Mecachrome | + 1 Runde   |
| 6     | Johnny Herbert        | Sauber-Petronas     | + 1 Runde   |

Der Große Preis von Australien auf dem Albert Park Circuit in Melbourne fand am 8. März 1998 über 58 Runden auf insgesamt 307,574 km statt.
Gleich beim ersten Rennen zeigte sich, dass McLaren die Saison 1998 dominieren würde. Beide Fahrer waren deutlich schneller als der Rest des Feldes. Bei Häkkinens zweitem Boxenstopp gab es jedoch ein Problem mit der Tankanlage, sodass er einige Runden vor Schluss nochmal nachtanken musste. Daraufhin bat man David Coulthard, seinen Teamkollegen vorbeizulassen, was dieser auch tat und Häkkinen somit auch seinen zweiten Sieg geschenkt bekam.

### Großer Preis von Brasilien
| Platz | Fahrer                | Team                | Zeit        |
| ----- | --------------------- | ------------------- | ----------- |
| 1     | Mika Häkkinen         | McLaren-Mercedes    | 1:37:11,747 |
| 2     | David Coulthard       | McLaren-Mercedes    | + 1,102     |
| 3     | Michael Schumacher    | Ferrari             | + 1:00,550  |
| 4     | Alexander Wurz        | Benetton-Playlife   | + 1:07,453  |
| 5     | Heinz-Harald Frentzen | Williams-Mecachrome | + 1 Runde   |
| 6     | Giancarlo Fisichella  | Benetton-Playlife   | + 1 Runde   |

Der Große Preis von Brasilien auf der Rennstrecke Interlagos in São Paulo fand am 29. März 1998 statt und ging über eine Distanz von 72 Runden über insgesamt 309,024 km.

### Großer Preis von Argentinien
| Platz | Fahrer             | Team              | Zeit        |
| ----- | ------------------ | ----------------- | ----------- |
| 1     | Michael Schumacher | Ferrari           | 1:48:36,175 |
| 2     | Mika Häkkinen      | McLaren-Mercedes  | + 22,899    |
| 3     | Eddie Irvine       | Ferrari           | + 57,745    |
| 4     | Alexander Wurz     | Benetton-Playlife | + 1:08,134  |
| 5     | Jean Alesi         | Sauber-Petronas   | + 1:18,286  |
| 6     | David Coulthard    | McLaren-Mercedes  | + 1:19,751  |

Der Große Preis von Argentinien auf der Rennstrecke Autódromo Oscar Alfredo Gálvez in Buenos Aires fand am 12. April 1998 statt und ging über eine Distanz von 72 Runden über insgesamt 306,648 km.
Nach einer Kollision in der Anfangsphase fiel David Coulthard zurück und somit war der Weg frei für Michael Schumacher. Schumacher unterlief in der Schlussphase bei einsetzendem leichtem Regen ein Fahrfehler; trotzdem konnte er vor Mika Häkkinen wieder auf die Strecke kommen und das Rennen noch gewinnen.

### Großer Preis von San Marino
| Platz | Fahrer                | Team                | Zeit        |
| ----- | --------------------- | ------------------- | ----------- |
| 1     | David Coulthard       | McLaren-Mercedes    | 1:34:24,593 |
| 2     | Michael Schumacher    | Ferrari             | + 4,554     |
| 3     | Eddie Irvine          | Ferrari             | + 51,776    |
| 4     | Jacques Villeneuve    | Williams-Mecachrome | + 54,590    |
| 5     | Heinz-Harald Frentzen | Williams-Mecachrome | + 1 Runde   |
| 6     | Jean Alesi            | Sauber-Petronas     | + 1 Runde   |

Der Große Preis von San Marino auf dem Autodromo Enzo e Dino Ferrari in Imola fand am 26. April 1998 statt und ging über eine Distanz von 62 Runden über insgesamt 305,660 km.
David Coulthard nutzte seine Pole-Position und führte von Start weg, Teamkollege Häkkinen schied im ersten Renndrittel wegen eines Defektes aus, was Coulthard letztlich seinen einzigen Saisonsieg einbrachte.

### Großer Preis von Spanien
| Platz | Fahrer             | Team                | Zeit        |
| ----- | ------------------ | ------------------- | ----------- |
| 1     | Mika Häkkinen      | McLaren-Mercedes    | 1:33:37,621 |
| 2     | David Coulthard    | McLaren-Mercedes    | + 9,439     |
| 3     | Michael Schumacher | Ferrari             | + 47,094    |
| 4     | Alexander Wurz     | Benetton-Playlife   | + 1:02,538  |
| 5     | Rubens Barrichello | Stewart-Ford        | + 1 Runde   |
| 6     | Jacques Villeneuve | Williams-Mecachrome | + 1 Runde   |

Der Große Preis von Spanien auf dem Circuit de Catalunya in Barcelona fand am 10. Mai 1998 statt und ging über eine Distanz von 65 Runden über insgesamt 307,320 km.

### Großer Preis von Monaco
| Platz | Fahrer               | Team                | Zeit        |
| ----- | -------------------- | ------------------- | ----------- |
| 1     | Mika Häkkinen        | McLaren-Mercedes    | 1:51:23,595 |
| 2     | Giancarlo Fisichella | Benetton-Playlife   | + 11,474    |
| 3     | Eddie Irvine         | Ferrari             | + 41,378    |
| 4     | Mika Salo            | Arrows              | + 1:00,363  |
| 5     | Jacques Villeneuve   | Williams-Mecachrome | + 1 Runde   |
| 6     | Pedro Diniz          | Arrows              | + 1 Runde   |

Der Große Preis von Monaco in Monte Carlo fand am 24. Mai 1998 statt und ging über eine Distanz von 78 Runden auf insgesamt 262,626 km.
Häkkinen gewann ungefährdet, nachdem Coulthard bereits früh mit Motorschaden ausgeschieden war und Michael Schumacher nach einem waghalsigen Überholmanöver gegen Alexander Wurz eine beschädigte Aufhängung hatte reparieren lassen müssen, was ihm mehrere Runden Rückstand einbrachte.

### Großer Preis von Kanada
| Platz | Fahrer               | Team              | Zeit        |
| ----- | -------------------- | ----------------- | ----------- |
| 1     | Michael Schumacher   | Ferrari           | 1:40:57,355 |
| 2     | Giancarlo Fisichella | Benetton-Playlife | + 16,662    |
| 3     | Eddie Irvine         | Ferrari           | + 1:00,058  |
| 4     | Alexander Wurz       | Benetton-Playlife | + 1:03,232  |
| 5     | Rubens Barrichello   | Stewart-Ford      | + 1:21,512  |
| 6     | Jan Magnussen        | Stewart-Ford      | + 1 Runde   |

Der Große Preis von Kanada auf dem Circuit Gilles-Villeneuve in Montréal fand am 7. Juni 1998 statt und ging über eine Distanz von 69 Runden über insgesamt 305,049 km.
Das Rennen war von 2 Startunfällen und 3 Safety-Car-Phasen gezeichnet, wodurch die Reihenfolge immer wieder durcheinanderkam. Highlights waren der mehrfache Überschlag von Alex Wurz beim 1. Start sowie diverse Dreher und Unfälle. Der WM-Führende Häkkinen schied beim 2. Start mit Getriebeschaden aus, David Coulthard einige Runden später und Michael Schumacher musste hart kämpfen, um sich gegen den starken Giancarlo Fisichella durchzusetzen.

### Großer Preis von Frankreich
| Platz | Fahrer             | Team                | Zeit        |
| ----- | ------------------ | ------------------- | ----------- |
| 1     | Michael Schumacher | Ferrari             | 1:34:45,026 |
| 2     | Eddie Irvine       | Ferrari             | + 19,575    |
| 3     | Mika Häkkinen      | McLaren-Mercedes    | + 19,747    |
| 4     | Jacques Villeneuve | Williams-Mecachrome | + 1:06,965  |
| 5     | Alexander Wurz     | Benetton-Playlife   | + 1 Runde   |
| 6     | David Coulthard    | McLaren-Mercedes    | + 1 Runde   |

Der Große Preis von Frankreich auf dem Circuit de Nevers Magny-Cours bei Nevers fand am 28. Juni 1998 statt und ging über eine Distanz von 71 Runden (301,750 km).

### Großer Preis von Großbritannien
| Platz | Fahrer               | Team               | Zeit        |
| ----- | -------------------- | ------------------ | ----------- |
| 1     | Michael Schumacher   | Ferrari            | 1:47:12,450 |
| 2     | Mika Häkkinen        | McLaren-Mercedes   | + 12,465    |
| 3     | Eddie Irvine         | Ferrari            | + 19,199    |
| 4     | Alexander Wurz       | Benetton-Playlife  | + 1 Runde   |
| 5     | Giancarlo Fisichella | Benetton-Playlife  | + 1 Runde   |
| 6     | Ralf Schumacher      | Jordan-Mugen-Honda | + 1 Runde   |

Der Große Preis von Großbritannien auf dem Silverstone Circuit in Silverstone fand am 12. Juli 1998 statt und ging über eine Distanz von 60 Runden (308,400 km).
Durch eine anfangs nasse, dann abtrocknende und später wieder nasse Strecke wurde das Rennen ziemlich durcheinandergewirbelt. Etwa zur Rennmitte begann es wieder zu regnen, was zahlreiche Dreher und Unfälle, u. a. des zweitplatzierten David Coulthard beim Überrunden, nach sich zog. Für einige Runden kam sogar das Safety-Car auf die Strecke. Eine Runde nach der erneuten Freigabe des Rennens leistete sich der führende Häkkinen einen Fahrfehler, wodurch Schumacher in Führung ging und sich deutlich absetzte. 3 Runden vor Schluss bekam Schumacher jedoch eine Zeitstrafe, die er aber erst am Ende der letzten Runde absaß, sodass er in der Boxengasse die Ziellinie überfuhr und daher doch noch gewann.

### Großer Preis von Österreich
| Platz | Fahrer             | Team                | Zeit        |
| ----- | ------------------ | ------------------- | ----------- |
| 1     | Mika Häkkinen      | McLaren-Mercedes    | 1:30:44,086 |
| 2     | David Coulthard    | McLaren-Mercedes    | + 5,289     |
| 3     | Michael Schumacher | Ferrari             | + 39,093    |
| 4     | Eddie Irvine       | Ferrari             | + 43,977    |
| 5     | Ralf Schumacher    | Jordan-Mugen-Honda  | + 50,655    |
| 6     | Jacques Villeneuve | Williams-Mecachrome | + 53,202    |

Der Große Preis von Österreich auf dem A1-Ring in Spielberg fand am 26. Juli 1998 statt und ging über eine Distanz von 71 Runden (306,649 km).
Nachdem schon das Training die Reihenfolge etwas durcheinandergebracht hatte, gab es in der ersten Runde gleich mehrere Kollisionen, wodurch u. a. David Coulthard weit zurückfiel und später eine Aufholjagd starten musste. Michael Schumacher hielt anfangs gut mit Häkkinen mit, machte dann aber einen Fahrfehler, wodurch er sich einen neuen Frontflügel holen musste. Trotz einer Aufholjagd waren die McLaren-Mercedes dann längst enteilt.

### Großer Preis von Deutschland
| Platz | Fahrer             | Team                | Zeit        |
| ----- | ------------------ | ------------------- | ----------- |
| 1     | Mika Häkkinen      | McLaren-Mercedes    | 1:20:47,984 |
| 2     | David Coulthard    | McLaren-Mercedes    | + 0,427     |
| 3     | Jacques Villeneuve | Williams-Mecachrome | + 2,578     |
| 4     | Damon Hill         | Jordan-Mugen-Honda  | + 7,185     |
| 5     | Michael Schumacher | Ferrari             | + 12,613    |
| 6     | Ralf Schumacher    | Jordan-Mugen-Honda  | + 29,739    |

Der Große Preis von Deutschland auf dem Hockenheimring in Hockenheim fand am 2. August 1998 statt und ging über eine Distanz von 45 Runden über insgesamt 307,035 km.

### Großer Preis von Ungarn
| Platz | Fahrer                | Team                | Zeit        |
| ----- | --------------------- | ------------------- | ----------- |
| 1     | Michael Schumacher    | Ferrari             | 1:45:25,550 |
| 2     | David Coulthard       | McLaren-Mercedes    | + 9,433     |
| 3     | Jacques Villeneuve    | Williams-Mecachrome | + 44,444    |
| 4     | Damon Hill            | Jordan-Mugen-Honda  | + 55,075    |
| 5     | Heinz-Harald Frentzen | Williams-Mecachrome | + 56,510    |
| 6     | Mika Häkkinen         | McLaren-Mercedes    | + 1 Runde   |

Der Große Preis von Ungarn auf dem Hungaroring in Budapest fand am 16. August 1998 statt und ging über eine Distanz von 77 Runden auf insgesamt 305,844 km.
Den größten Teil des Rennens führte Häkkinen vor Coulthard und Schumacher. Schumacher war schneller als die beiden McLaren, nur ist überholen auf dem Hungaroring kaum möglich. Dann nahm Schumacher während seines zweiten Boxenstopps weniger Sprit zu sich, was bedeutete, dass er auf einer Drei-Stopp-Strategie war, die McLaren hingegen auf zwei Stopps. So ging Schumacher auch in Führung, allerdings war klar, dass er noch einmal zur Box musste und gab alles, um seinen Vorsprung auf 25 Sekunden aufzubauen. Allerdings unterlief ihm am Ende der 52. Runde ein minimaler Fahrfehler – Schumacher habe zu diesem Zeitpunkt nicht gewusst, dass er führte, wie er in der Pressekonferenz erzählte.
Jedoch war auch Häkkinen bereits Runden davor in Probleme geraten und Coulthard erhielt erst zeitgleich mit Schumachers Fahrfehler die Erlaubnis, den Teamkollegen zu überholen. Diese Aussage kam zu spät, da es Schumacher trotz des Ausrutschers noch gelang, seinen Vorsprung so auszubauen, dass er vor Coulthard wieder herauskam. Häkkinen unterdessen fiel auf den sechsten Platz zurück und wurde schlussendlich sogar von Schumacher überrundet.
Die Organisatoren des Großen Preises von Ungarn wurden nach dem Rennen zu einer Geldstrafe von einer Million Dollar verurteilt. Zuschauer hatten die Strecke kurz nach Schumachers Zieldurchfahrt gestürmt.

### Großer Preis von Belgien
| Platz | Fahrer                | Team                | Zeit        |
| ----- | --------------------- | ------------------- | ----------- |
| 1     | Damon Hill            | Jordan-Mugen-Honda  | 1:43:47,407 |
| 2     | Ralf Schumacher       | Jordan-Mugen-Honda  | + 0,932     |
| 3     | Jean Alesi            | Sauber-Petronas     | + 7,240     |
| 4     | Heinz-Harald Frentzen | Williams-Mecachrome | + 32,242    |
| 5     | Pedro Diniz           | Arrows              | + 51,682    |
| 6     | Jarno Trulli          | Prost-Peugeot       | + 2 Runden  |

Der Große Preis von Belgien in Spa-Francorchamps fand am 30. August 1998 statt und ging über eine Distanz von 44 Runden (306,592 km). Startplatz eins sicherte sich der WM-Führende Mika Häkkinen im McLaren vor seinem Teamkollegen David Coulthard und Damon Hill (Jordan).
Kurz nach dem Start, am Ausgang der ersten Kurve, kam es zu einer beispiellosen Massenkarambolage, in die 13 Autos involviert waren. David Coulthard hatte im Regen die Kontrolle über seinen Wagen verloren und war gegen die Begrenzungsmauer geprallt. Aufgrund der Gischt sahen die folgenden Fahrer das Wrack nicht und kollidierten miteinander. Das Rennen wurde zunächst abgebrochen und konnte erst nach rund einer Stunde wieder aufgenommen werden, als alle Wracks geborgen worden waren.
Im Laufe des Rennens schieden wegen des Regens viele weitere Piloten aus. Michael Schumacher führte zur Halbzeit mit deutlichem Vorsprung und sah wie der sichere Sieger aus, als er beim Überrunden dem auf Position acht liegenden David Coulthard wegen eines Missverständnisses auffuhr. Coulthard war auf der Ideallinie vom Gas gegangen, um Schumacher überholen zu lassen. Schumacher ging davon aus, dass Coulthard ihm Platz machen würde. Schumacher musste in der Folge das Rennen beenden und verpasste damit die Chance, in der WM in Führung zu gehen. Am Ende gewann Damon Hill im Jordan vor seinem zum Schluss schnelleren Teamkollegen Ralf Schumacher – es war der erste Grand-Prix-Sieg für das britische Team.

### Großer Preis von Italien
| Platz | Fahrer             | Team               | Zeit        |
| ----- | ------------------ | ------------------ | ----------- |
| 1     | Michael Schumacher | Ferrari            | 1:17:09,672 |
| 2     | Eddie Irvine       | Ferrari            | + 37,977    |
| 3     | Ralf Schumacher    | Jordan-Mugen-Honda | + 41,152    |
| 4     | Mika Häkkinen      | McLaren-Mercedes   | + 55,671    |
| 5     | Jean Alesi         | Sauber-Petronas    | + 1:01,872  |
| 6     | Damon Hill         | Jordan-Mugen-Honda | + 1:06,688  |

Der Große Preis von Italien auf dem Autodromo Nazionale Monza in Monza fand am 13. September 1998 statt und ging über eine Distanz von 53 Runden (305,810 km).
Beide McLaren schafften einen hervorragenden Start und dominierten auch die ersten Runden, in denen David Coulthard Häkkinen überholen konnte. Nachdem Coulthards Motor geplatzt war, überholte auch Michael Schumacher Häkkinen, setzte sich ab und verlor nur durch Boxenstopps zwischenzeitlich die Führung.
Zum Ende des Rennens sah es so aus, als ob Häkkinen Schumacher doch noch einholen könnte, er drehte sich jedoch mit Bremsproblemen ins Kiesbett. Infolgedessen wurde er schließlich bis auf den vierten Platz durchgereicht.

### Großer Preis von Luxemburg
| Platz | Fahrer                | Team                | Zeit        |
| ----- | --------------------- | ------------------- | ----------- |
| 1     | Mika Häkkinen         | McLaren-Mercedes    | 1:32:14,789 |
| 2     | Michael Schumacher    | Ferrari             | + 2,212     |
| 3     | David Coulthard       | McLaren-Mercedes    | + 34,164    |
| 4     | Eddie Irvine          | Ferrari             | + 58,183    |
| 5     | Heinz-Harald Frentzen | Williams-Mecachrome | + 1:00,248  |
| 6     | Giancarlo Fisichella  | Benetton-Playlife   | + 1:01,360  |

Der Große Preis von Luxemburg auf dem Nürburgring fand am 27. September 1998 statt und ging über eine Distanz von 67 Runden über insgesamt 305,252 km.
Die beiden WM-Favoriten Häkkinen und Schumacher gingen punktgleich mit jeweils 80 Zählern in diesen Grand Prix. Sie lieferten sich über die gesamte Renndistanz hinweg einen harten Kampf, den Häkkinen knapp für sich entscheiden konnte.

### Großer Preis von Japan
| Platz | Fahrer                | Team                | Zeit        |
| ----- | --------------------- | ------------------- | ----------- |
| 1     | Mika Häkkinen         | McLaren-Mercedes    | 1:27:22,789 |
| 2     | Eddie Irvine          | Ferrari             | + 6,491     |
| 3     | David Coulthard       | McLaren-Mercedes    | + 27,662    |
| 4     | Damon Hill            | Jordan-Mugen-Honda  | + 1:13,491  |
| 5     | Heinz-Harald Frentzen | Williams-Mecachrome | + 1:13,857  |
| 6     | Jacques Villeneuve    | Williams-Mecachrome | + 1:15,867  |

Der Große Preis von Japan auf dem Suzuka International Racing Course nahe Suzuka fand am 1. November 1998 statt und ging über eine Distanz von 51 Runden auf insgesamt 299,064 km. Es gab zwei Startabbrüche, wodurch sich die Anzahl der zu absolvierenden Runden von ursprünglich 53 auf 51 reduzierte. Der zweite Abbruch wurde von Michael Schumacher verursacht, der damit seine Pole-Position aufgeben musste und als Letzter startete. Nachdem Michael Schumacher am Ende der 30. Runde einen Reifenschaden erlitten hatte und somit in der 31. Runde das Rennen hatte aufgeben müssen, war Mika Häkkinen endgültig zum ersten Mal Formel-1-Weltmeister.

## Qualifying-/Rennduelle
Diese beiden Tabellen zeigen, welche Fahrer im jeweiligen Team die besseren Platzierungen im Qualifying bzw. im Rennen erreicht haben.
| Fahrer               | :                   | Fahrer                |
| Williams-Mecachrome  | Williams-Mecachrome | Williams-Mecachrome   |
| -------------------- | ------------------- | --------------------- |
| Jacques Villeneuve   | 10:6                | Heinz-Harald Frentzen |
| Ferrari              |                     |                       |
| Michael Schumacher   | 15:1                | Eddie Irvine          |
| Benetton-Playlife    |                     |                       |
| Giancarlo Fisichella | 10:6                | Alexander Wurz        |
| McLaren-Mercedes     |                     |                       |
| David Coulthard      | 3:13                | Mika Häkkinen         |
| Jordan-Mugen-Honda   |                     |                       |
| Damon Hill           | 6:10                | Ralf Schumacher       |
| Prost-Peugeot        |                     |                       |
| Olivier Panis        | 7:9                 | Jarno Trulli          |
| Sauber-Petronas      |                     |                       |
| Jean Alesi           | 10:6                | Johnny Herbert        |
| Arrows               |                     |                       |
| Pedro Diniz          | 5:11                | Mika Salo             |
| Stewart-Ford         |                     |                       |
| Rubens Barrichello   | 7:0                 | Jan Magnussen         |
| Rubens Barrichello   | 8:1                 | Jos Verstappen        |
| Tyrrell-Ford         |                     |                       |
| Ricardo Rosset       | 2:14                | Toranosuke Takagi     |
| Minardi-Ford         |                     |                       |
| Shinji Nakano        | 11:5                | Esteban Tuero         |

| Fahrer               | :                   | Fahrer                |
| Williams-Mecachrome  | Williams-Mecachrome | Williams-Mecachrome   |
| -------------------- | ------------------- | --------------------- |
| Jacques Villeneuve   | 9:7                 | Heinz-Harald Frentzen |
| Ferrari              |                     |                       |
| Michael Schumacher   | 13:3                | Eddie Irvine          |
| Benetton-Playlife    |                     |                       |
| Giancarlo Fisichella | 9:7                 | Alexander Wurz        |
| McLaren-Mercedes     |                     |                       |
| David Coulthard      | 4:12                | Mika Häkkinen         |
| Jordan-Mugen-Honda   |                     |                       |
| Damon Hill           | 9:7                 | Ralf Schumacher       |
| Prost-Peugeot        |                     |                       |
| Olivier Panis        | 9:7                 | Jarno Trulli          |
| Sauber-Petronas      |                     |                       |
| Jean Alesi           | 11:5                | Johnny Herbert        |
| Arrows               |                     |                       |
| Pedro Diniz          | 6:10                | Mika Salo             |
| Stewart-Ford         |                     |                       |
| Rubens Barrichello   | 3:4                 | Jan Magnussen         |
| Rubens Barrichello   | 6:3                 | Jos Verstappen        |
| Tyrrell-Ford         |                     |                       |
| Ricardo Rosset       | 5:11                | Toranosuke Takagi     |
| Minardi-Ford         |                     |                       |
| Shinji Nakano        | 11:5                | Esteban Tuero         |

## Weltmeisterschaftswertungen

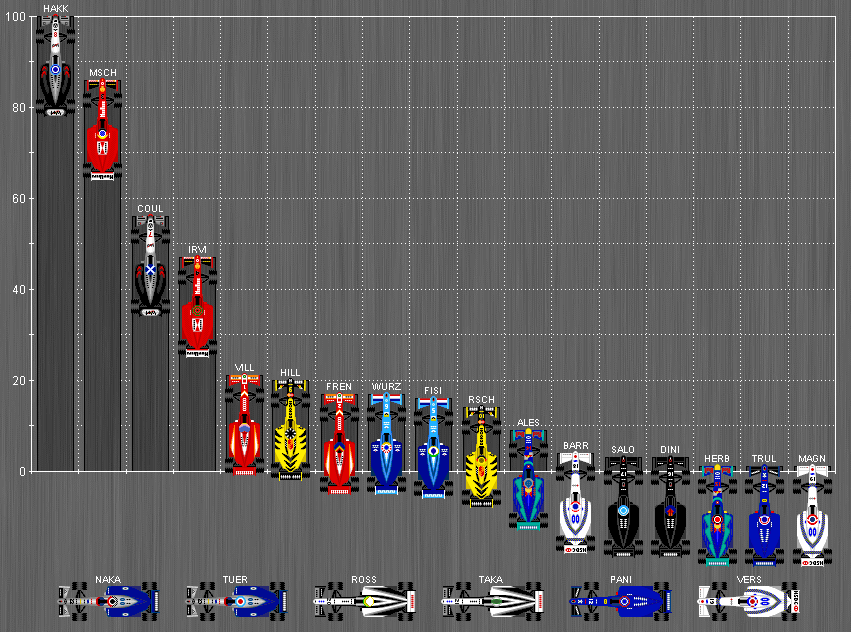
Fahrerwertung der Formel-1-Saison 1998

Weltmeister wird derjenige Fahrer bzw. Konstrukteur, der bis zum Saisonende die meisten Punkte in der Weltmeisterschaft angesammelt hat. Bei der Punkteverteilung werden die Platzierungen im Gesamtergebnis des jeweiligen Rennens aller Rennen berücksichtigt. Die sechs erstplatzierten Fahrer jedes Rennens erhalten Punkte nach folgendem Schema:
| Platz  | 1  | 2 | 3 | 4 | 5 | 6 |
| Punkte | 10 | 6 | 4 | 3 | 2 | 1 |

### Fahrerwertung
| Pos. | Fahrer         | Konstrukteur        |     |     |     |     |     |     |     |     |     |     |     |     |     |     |     |     | Punkte |
| 01   | M. Häkkinen    | McLaren-Mercedes    | 1   | 1   | 2   | DNF | 1   | 1   | DNF | 3   | 2   | 1   | 1   | 6   | DNF | 4   | 1   | 1   | 100    |
| 02   | M. Schumacher  | Ferrari             | DNF | 3   | 1   | 2   | 3   | 10  | 1   | 1   | 1   | 3   | 5   | 1   | DNF | 1   | 2   | DNF | 86     |
| 03   | D. Coulthard   | McLaren-Mercedes    | 2   | 2   | 6   | 1   | 2   | DNF | DNF | 6   | DNF | 2   | 2   | 2   | 7   | DNF | 3   | 3   | 56     |
| 04   | E. Irvine      | Ferrari             | 4   | 8   | 3   | 3   | DNF | 3   | 3   | 2   | 3   | 4   | 8   | DNF | DNF | 2   | 4   | 2   | 47     |
| 05   | J. Villeneuve  | Williams-Mecachrome | 5   | 7   | DNF | 4   | 6   | 5   | 10  | 4   | 7   | 6   | 3   | 3   | DNF | DNF | 8   | 6   | 21     |
| 06   | D. Hill        | Jordan-Mugen        | 8   | DNF | 8   | 10  | DNF | 8   | DNF | DNF | DNF | 7   | 4   | 4   | 1   | 6   | 9   | 4   | 20     |
| 07   | H. Frentzen    | Williams-Mecachrome | 3   | 5   | 9   | 5   | 8   | DNF | DNF | 15  | DNF | DNF | 9   | 5   | 4   | 7   | 5   | 5   | 17     |
| 08   | A. Wurz        | Benetton-Playlife   | 7   | 4   | 4   | DNF | 4   | DNF | 4   | 5   | 4   | 9   | 11  | 16  | DNF | DNF | 7   | 9   | 17     |
| 09   | G. Fisichella  | Benetton-Playlife   | DNF | 6   | 7   | DNF | DNF | 2   | 2   | 9   | 5   | DNF | 7   | 8   | DNF | 8   | 6   | 8   | 16     |
| 10   | R. Schumacher  | Jordan-Mugen        | DNF | DNF | DNF | 7   | 11  | DNF | DNF | 16  | 6   | 5   | 6   | 9   | 2   | 3   | DNF | DNF | 14     |
| 11   | J. Alesi       | Sauber-Petronas     | DNF | 9   | 5   | 6   | 10  | 12  | DNF | 7   | DNF | DNF | 10  | 7   | 3   | 5   | 10  | 7   | 9      |
| 12   | R. Barrichello | Stewart-Ford        | DNF | DNF | 10  | DNF | 5   | DNF | 5   | 10  | DNF | DNF | DNF | DNF | DNF | 10  | 11  | DNF | 4      |
| 13   | M. Salo        | Arrows              | DNF | DNF | DNF | 9   | DNF | 4   | DNF | 13  | DNF | DNF | 14  | DNF | DNF | DNF | 14  | DNF | 3      |
| 14   | P. Diniz       | Arrows              | DNF | DNF | DNF | DNF | DNF | 6   | 9   | 14  | DNF | DNF | DNF | 11  | 5   | DNF | DNF | DNF | 3      |
| 15   | J. Herbert     | Sauber-Petronas     | 6   | 11  | DNF | DNF | 7   | 7   | DNF | 8   | DNF | 8   | DNF | 10  | DNF | DNF | DNF | 10  | 1      |
| 16   | J. Trulli      | Prost-Peugeot       | DNF | DNF | 11  | DNF | 9   | DNF | DNF | DNF | DNF | 10  | 12  | DNF | 6   | 13  | DNF | 12  | 1      |
| 17   | J. Magnussen   | Stewart-Ford        | DNF | 10  | DNF | DNF | 12  | DNF | 6   |     |     |     |     |     |     |     |     |     | 1      |
| 18   | S. Nakano      | Minardi-Ford        | DNF | DNF | 13  | DNF | 14  | 9   | 7   | 17  | 8   | 11  | DNF | 15  | 8   | DNF | 15  | DNF | 0      |
| 19   | E. Tuero       | Minardi-Ford        | DNF | DNF | DNF | 8   | 15  | DNF | DNF | DNF | DNF | DNF | 16  | DNF | DNF | 11  | DNF | DNF | 0      |
| 20   | R. Rosset      | Tyrrell-Ford        | DNF | DNF | 14  | DNF | DNQ | DNQ | 8   | DNF | DNF | 12  | DNQ | DNQ | DNF | 12  | DNF | DNQ | 0      |
| 21   | T. Takagi      | Tyrrell-Ford        | DNF | DNF | 12  | DNF | 13  | 11  | DNF | DNF | 9   | DNF | 13  | 14  | DNF | 9   | 16  | DNF | 0      |
| 22   | O. Panis       | Prost-Peugeot       | 9   | DNF | DNF | 11  | 16  | DNF | DNF | 11  | DNF | DNF | 15  | 12  | DNF | DNF | 12  | 11  | 0      |
| 23   | J. Verstappen  | Stewart-Ford        |     |     |     |     |     |     |     | 12  | DNF | DNF | DNF | 13  | DNF | DNF | 13  | DNF | 0      |

| Legende  | Legende            | Legende                                                          |
| Farbe    | Abkürzung          | Bedeutung                                                        |
| -------- | ------------------ | ---------------------------------------------------------------- |
| Gold     | –                  | Sieg                                                             |
| Silber   | –                  | 2. Platz                                                         |
| Bronze   | –                  | 3. Platz                                                         |
| Grün     | –                  | Platzierung in den Punkten                                       |
| Blau     | –                  | Klassifiziert außerhalb der Punkteränge                          |
| Violett  | DNF                | Rennen nicht beendet (did not finish)                            |
| Violett  | NC                 | nicht klassifiziert (not classified)                             |
| Rot      | DNQ                | nicht qualifiziert (did not qualify)                             |
| Rot      | DNPQ               | in Vorqualifikation gescheitert (did not pre-qualify)            |
| Schwarz  | DSQ                | disqualifiziert (disqualified)                                   |
| Weiß     | DNS                | nicht am Start (did not start)                                   |
| Weiß     | WD                 | zurückgezogen (withdrawn)                                        |
| Hellblau | PO                 | nur am Training teilgenommen (practiced only)                    |
| Hellblau | TD                 | Freitags-Testfahrer (test driver)                                |
| ohne     | DNP                | nicht am Training teilgenommen (did not practice)                |
| ohne     | INJ                | verletzt oder krank (injured)                                    |
| ohne     | EX                 | ausgeschlossen (excluded)                                        |
| ohne     | DNA                | nicht erschienen (did not arrive)                                |
| ohne     | C                  | Rennen abgesagt (cancelled)                                      |
| ohne     | keine WM-Teilnahme |                                                                  |
| sonstige | P/fett             | Pole-Position                                                    |
| sonstige | 1/2/3/4/5/6/7/8    | Punktplatzierung im Sprint-/Qualifikationsrennen                 |
| sonstige | SR/kursiv          | Schnellste Rennrunde                                             |
| sonstige | *                  | nicht im Ziel, aufgrund der zurückgelegten Distanz aber gewertet |
| sonstige | ()                 | Streichresultate                                                 |
| sonstige | unterstrichen      | Führender in der Gesamtwertung                                   |

### Konstrukteurswertung

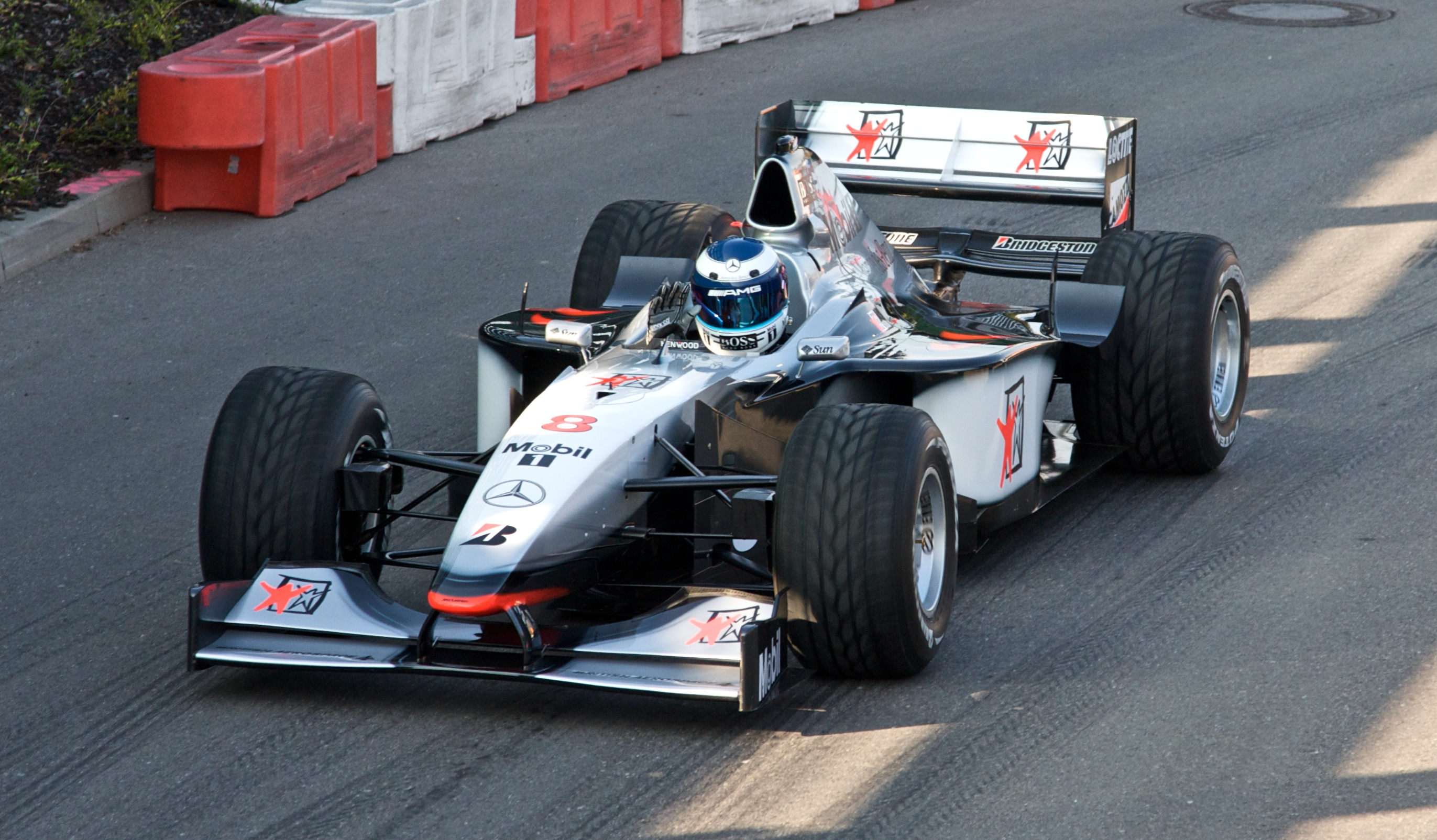
McLaren MP4/13 Mercedes von 1998

| Pos. | Konstrukteur        | Punkte |
| ---- | ------------------- | ------ |
| 1    | McLaren-Mercedes    | 156    |
| 2    | Ferrari             | 133    |
| 3    | Williams-Mecachrome | 38     |
| 4    | Jordan-Mugen        | 34     |
| 5    | Benetton-Playlife   | 33     |
| 6    | Sauber-Petronas     | 10     |

| Pos. | Konstrukteur  | Punkte |
| ---- | ------------- | ------ |
| 7    | Arrows        | 6      |
| 8    | Stewart-Ford  | 5      |
| 9    | Prost-Peugeot | 1      |
| 10   | Minardi-Ford  | 0      |
| 11   | Tyrrell-Ford  | 0      |